# 911

## Esdeveniments
- Tractat de St.-Claire-sur-Epte entre Carles III de França i els normands.
- Sergi III deixa pas al papat d'Anastasi III.

## Necrològiques
- 26 d'abril - Guifré II Borrell (dit també Borrell I), comte de Barcelona, Girona i Osona (n. aprox. 874).[1]
- 14 d'abril - Roma (Estats Pontificis)ː Sergi III papa.[2]
- Lluís IV d'Alemanya, darrer rei carolingi de Frància Oriental